# Ministerio de Instrucción y Salubridad Pública
El Ministerio de Instrucción y Salubridad Pública fue antiguo ministerio ejecutivo nacional de Colombia, que existió entre 1923 y 1928. 
Surgió como sucesor del Ministerio de Instrucción Pública y fue sucedido por el Ministerio de Educación Nacional.  

## Historia
El Ministerio fue creado por el Congreso de la República en junio de 1923, disposición oficializada mediante la Ley 31 del 18 de julio de 1923, que definió que el Ministerio de Instrucción Pública sería reemplazado por este, para pasar a abarcar también los asuntos relacionados con la sanidad.
El Ministerio fue disuelto mediante la ley 56 del 10 de noviembre de 1927, que definió que a partir del 1 de enero de 1928 desparecería y sería reemplazado por el Ministerio de Educación Nacional. Las funciones del ministerio relativas a los lazaretos pasaron a ser asunto de la Dirección General de Lazaretos, a la vez que lo relativo a higiene pública pasó a la Dirección Nacional de Higienes y Asistencia Públicas.

## Listado de Ministros de Agricultura y Comercio
La siguiente es la lista de ministros que ocuparon la cartera:
| N.° | Ministro                     | Inicio                  | Final                | Presidente           | Ref.  |
| --- | ---------------------------- | ----------------------- | -------------------- | -------------------- | ----- |
| 1.° | Miguel Arroyo Diez           | 5 de septiembre de 1923 | 2 de enero de 1924   | Pedro Nel Ospina     | [ 3 ] |
| 2.° | Leandro Medina               | 2 de enero de 1924      | 4 de enero de 1924   | Pedro Nel Ospina     | [ 3 ] |
| 3.° | Juan Nepomuceno Corpas       | 4 de enero de 1924      | 8 de junio de 1925   | Pedro Nel Ospina     | [ 3 ] |
| 4.° | José Ignacio Vernaza         | 8 de junio de 1925      | 7 de agosto de 1926  | Pedro Nel Ospina     | [ 3 ] |
| 5.° | José de Jesús García Benítez | 7 de agosto de 1926     | 10 de agosto de 1926 | Miguel Abadía Méndez | [ 4 ] |
| 6.° | Silvino Rodríguez            | 10 de agosto de 1926    | 12 de enero de 1927  | Miguel Abadía Méndez | [ 4 ] |
| 7.° | José Vicente Huertas         | 12 de enero de 1927     | 1 de enero de 1928   | Miguel Abadía Méndez | [ 4 ] |

#### Ministros encargados
| Nombre      | Fecha de designación | Presidente           | Causa                                  | Ref.  |
| ----------- | -------------------- | -------------------- | -------------------------------------- | ----- |
| Jorge Vélez | 17 de agosto de 1926 | Miguel Abadía Méndez | A la espera de la posesión del titular | [ 4 ] |